# Nădălbești
Nădălbești – wieś w Rumunii, w okręgu Arad, w gminie Ignești. W 2011 roku liczyła 111 mieszkańców. 